# IC 3217/1
IC 3217/1 је лентикуларна галаксија у сазвијежђу Береникина коса која се налази на листи објеката дубоког неба у Индекс каталогу.
Деклинација објекта је + 26° 23' 9" а ректасцензија 12h 22m 13,5s. Привидна величина (магнитуда) објекта IC 3217 износи 15,0 а фотографска магнитуда 16,0.